# Richard Lander

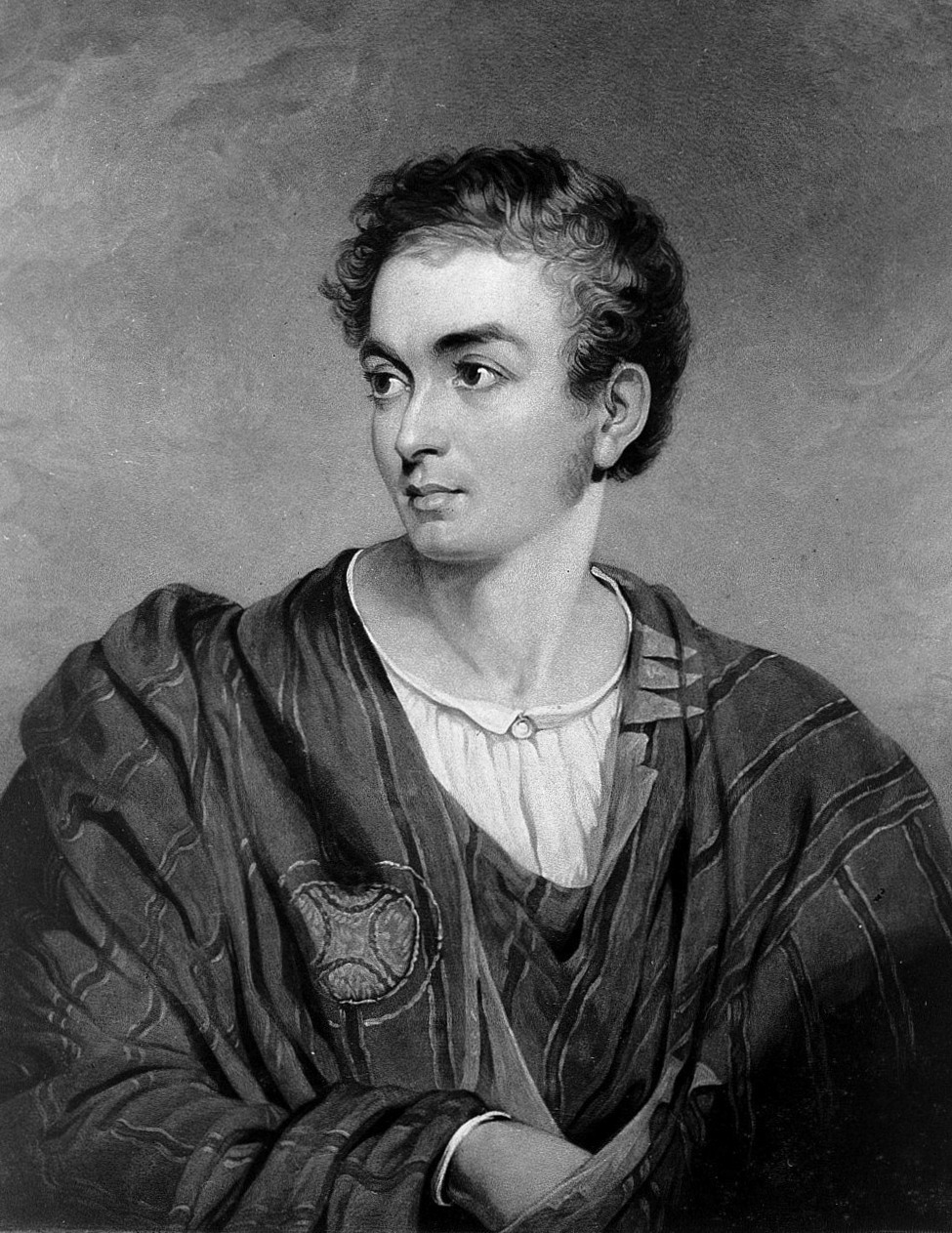
Richard Lemon Lander

Richard Lemon Lander (* 8. Februar 1804 in Truro, Cornwall; † 6. Februar 1834 auf Fernando Póo) war ein englischer Afrikaforscher.
Er wurde in Cornwall geboren, wo sein Vater eine Gaststätte namens Fighting Cocks unterhielt. Unter den Kunden des Pubs waren häufig Seefahrer und Matrosen, deren abenteuerliche Erzählungen vermutlich der Grund dafür waren, dass Lander bereits im Alter von neun Jahren nach London lief, um als Diener bei den Forschungsreisenden der damaligen Zeit Anstellung zu finden. Hierbei war er so erfolgreich, dass er mit nur elf Jahren auf eine lange Reise um die Westindischen Inseln zurückblicken konnte.
Seine eigentliche Forschungsarbeit begann Lander als Diener des schottischen Forschers Hugh Clapperton, den er im Auftrag John Barrows 1825 auf eine Reise nach Westafrika begleitete. Die Expedition hatte zum Ziel gehabt, den Verlauf des Nigers zu erkunden, schlug jedoch aufgrund zahlreicher Krankheiten und Todesfälle fehl. Clapperton selbst starb am 13. April 1827 nahe Sokoto, Nigeria, und Lander blieb als einziger Überlebender zurück. Im Juli 1828 kam er nach einer beschwerlichen Heimreise wieder in England an.
In den folgenden zwei Jahren veröffentlichte Lander zwei Werke: Journal of Richard Lander from Kano to the Sea Coast und Records of Captain Clapperton's Last Expedition to Africa, with the Subsequent Adventures of the Author. 1830 brach Lander wieder nach Westafrika auf – diesmal begleitet von seinem jüngeren Bruder John. Am 22. März 1830 landeten sie in Badagry, Nigeria, und folgten dem Niger von Bussa bis zum Golf von Guinea, reisten dann – dem Fluss folgend – 160 Kilometer weit ins Inland hinein und erforschten schließlich den Benue und das Nigerdelta. Damit war der Verlauf des Niger endgültig entdeckt und den jahrtausendealten Mythen, die sich wegen der Halbmondform des Flusses gebildet hatten, ein Ende bereitet. 1831 kehrten die Reisenden nach England zurück, wo Lander sein Journal of an Expedition to Explore the Course and Termination of the Niger veröffentlichte. Die beiden Brüder wurden vom britischen König William IV. zur Audienz nach Windsor Castle geladen und in Truro errichtete man ihnen zu Ehren eine große Gedenksäule.
Bereits 1832 trat Lander erneut die Reise nach Westafrika an. Diese Expedition wurde von Macgregor Laird und einer Reihe Liverpooler Kaufleute organisiert, die sich vom Handel auf dem Niger große Gewinne versprachen und eine Handelsniederlassung an der Mündung des Benue gründen wollten. Das Projekt wurde jedoch dadurch erschwert, dass zahlreiche Mitreisende an Fieber erkrankten und starben. Die Gruppe schaffte es nicht, Busso zu erreichen und wurde schließlich in Kämpfe mit afrikanischen Volksstämmen verwickelt, wobei Richard Lander eine Schussverletzung am Oberschenkel erlitt. Er schaffte es noch, die Küste zu erreichen, erlag aber schließlich auf der Insel Fernando Póo (heute Bioko) seinen Verletzungen.
Der Mondkrater Lander wurde 1976 nach ihm benannt.